# Marktkirchhof 18 (Quedlinburg)

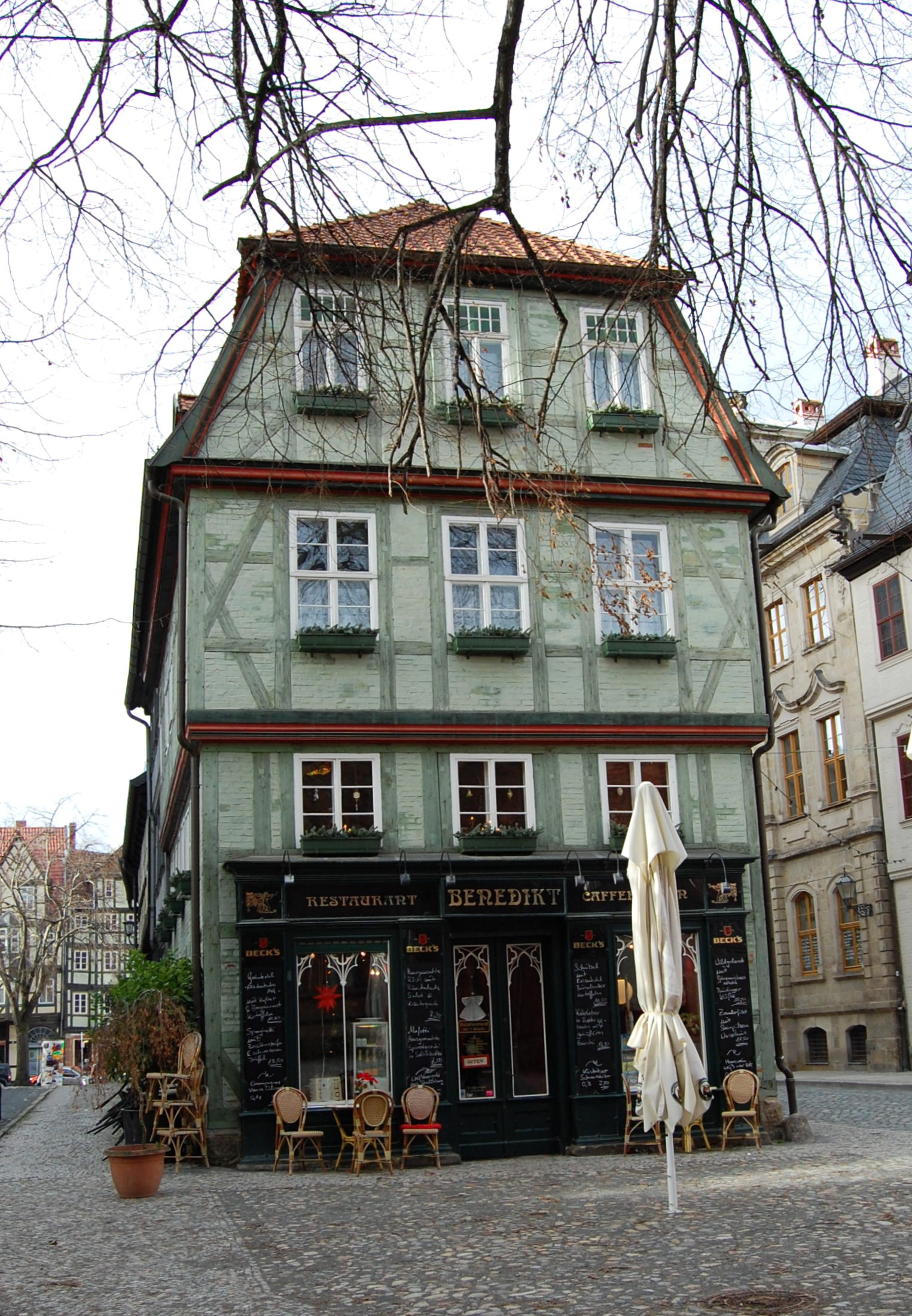
Marktkirchhof 18

Der Fachwerkbau Marktkirchhof 18 ist ein denkmalgeschütztes Wohnhaus in der Stadt Quedlinburg in Sachsen-Anhalt.

## Lage
Es befindet sich am östlichen Ende einer Häuserzeile nördlich der Sankt-Benedikti-Kirche und verfügt so über drei zu Straßen zeigende Fassadenseiten, nämlich zum Kornmarkt, zum Marktkirchhof und zur Breite Straße.

## Architektur und Geschichte
Die Bebauung des Bereichs war erfolgt, nach dem die Nutzung des Kirchhofs der Sankt-Benedikti-Kirche als Friedhof aufgegeben worden war. Ein direkter Vorgängerbau war 1765 abgebrannt.
Das jetzige dreigeschossige Fachwerkhaus entstand etwa um 1770 im Stil des Barock und ist im Quedlinburger Denkmalverzeichnis als Wohnhaus eingetragen. Im Erdgeschoss befinden sich auf der Südseite noch die originalen Fensterläden. Es wird vermutet, dass es sich bei einer im nördlichen Teil des Hauses befindlichen Mauer, um den Rest der alten Kirchhofsmauer handelt. Der Ostgiebel des Gebäudes verfügte im 19. Jahrhundert über eine mit einem Aufzugsbaum versehene Ladeluke.
Die Einrichtung des im Erdgeschoss befindlichen, jetzt als Restaurant genutzten Ladens ist im Stil der Neogotik gestaltet und stammt bereits aus der Zeit um 1820, nach anderen Angaben um 1840. Bei diesen Umbauten wurde das Haus auch verputzt. 1965 wurde der inzwischen schadhafte Putz entfernt und dabei starke Bauschäden an der Fachwerkkonstruktion festgestellt.
Noch in den späten 1970er Jahren schlug der Stadtbaudirektor vor, die gesamte Häuserzeile abzureißen und so einen Platz für Weihnachtsmärkte und andere Veranstaltungen zu gewinnen. 1987 begannen dann jedoch Bauarbeiten zum Erhalt des Hauses. Die Arbeiten erfolgten durch die Staatlichen Werkstätten für Denkmalpflege Polens (Pracownie Konserwacji Zabytków, PKZ), Betriebsteil Thorn und dauerten bis 1988 an. Die Fachwerkkonstruktion konnte erhalten werden und wurde im Inneren mit einem Stahlgerüst ausgesteift. Auch Fassaden, der neogotische Laden sowie Elemente wie Türen, Treppen und die Fenster im Jugendstil blieben erhalten. Das Zwischengeschoss wurde um 40 Zentimeter angehoben, um nutzbare Raumhöhen zu erhalten.
Bei den Arbeiten wurden unter der Tapete des Ladens bauzeitliche Bemalungen der Bretterdecke gefunden. Die Bemalung wurde freigelegt und restauriert. Darüber hinaus wurden mehrere Grabsteine gefunden. Die Reste eines 1988 gefundenen barocken Kindergrabsteins sind im Hausflur des Gebäudes sichtbar vermauert.